# Гореща тяга и полет
„Гореща тяга и полет“ (на английски: Hot-Rod and Reel!) е американски анимационен филм, създаден от Уорнър Брос през 1959 година като част от поредицата „Шантави рисунки“, разказващ за приключенията на Бързоходеца и Уили Койота.

## Сюжет
Хитрия, но непохватен койот измисля всевъзможни начини за да залови бързоходеца. Бързоходецът пристига до две оголени скали. Когато койота се опитва да прескочи, едната се пропуква. Той полита в пропастта, но се закрепва на пораснало дърво в урвата. Опитва да се прехвърли на прилежащото плато, но то се срива и койота пада в реката. Рибата на дъното го гледа уплашено.
Койота преследва бързоходеца, обул ролкови кънки. Когато бързоходеца подлага крак за да го спъне, койота полита във въздуха и се забива в земята. Краката му остават да стърчат отгоре, а колелцата на кънките му се разпиляват.
След това койота зарежда фотографска камера с експлозив в поредния си опит. Заинтригуван, бързоходецът застава пред камерата и очаква новата си снимка. Тогава тя се взривява и отнася койота. Когато птицата избягва, койота разбира, че не е отворил обектива.
Стоейки на два различни хълма, койота приготвил батут за да се прехвърли, скача, но батутът се затваря и койота се озовава вързан в чувал.
Вече въоръжен с арбалет и шашка динамит, койота стартира новия си план. Когато бързоходеца приближава, койота стреля, но вместо динамита изхвърча арбалета. Шашката се взривява в лицето му.
След това койота се оборудва с пого стиг. Задействайки струята, стикът го отвежда в другата посока и койота отново полита от скалите в пропастта.
Използвайки железопътни релси и обозначения, койота отново опитва да залови бързоходеца. Заинтригуван, той спира пред линията, койота се опитва да го хване, но е отнесен от истински влак.
Койотът построява улей по хълма и в началото му го зарежда с дванадесет бомби. Бързоходецът наближава и той запалва бомбите. Обаче преградата не се отваря, койотът скача отгоре и бомбите се взривяват. Обгорен, койотът се свлича по улея.
Накрая койотът се снабдява с реактивна едноколка. Той я активира и буквално полита по пътя. Преминавайки покрай бързоходеца се опитва да го хване, но заради високата скорост отново не успява и пак полита в пропастта.